# Rogê da Fonseca
Rogério da Fonseca, conhecido como Rogê Ferro (Petrópolis, 8 de agosto de 1971) é um produtor audiovisual e ex-ator pornográfico brasileiro.
Ferro se considera o maior ator de pornografia brasileira de todos os tempos e seu estilo é hardcore, tendo mais de 2.000 mil cenas em seu currículo. Atuou até 2012.

## Biografia
Em 1998, durante uma festa no apartamento de um amigo no Rio de Janeiro, conheceu Fábio Scorpion, diretor da Buttman, que o convidou para um teste para os filmes no valor de R$ 1.000, onde Rogê foi aprovado e seguiu a carreira, se tornando o ator com maior cachê da indústria na época.[carece de fontes?] No início de sua carreira, Ferro teve apoio de sua mãe e irmãos, mas seu pai achava que ele fosse um prostituto e por isso não o apoiou. Sua ascensão causou inveja no ator Christian Wave, que saiu da Buttman brigado com Ferro em 2000.
Já atuou em companhias como Brasileirinhas, Playsexx, Buttman, Evil Angel, Third World Media, Temptation Entertainment, Silverstone, Northstar Associates, Code X, Reality Kings e Adam & Eve.
Em 2009, Rogê ganhou o prêmio de Melhor Ator Pornô do Ano pela Erotika Video Awards.
Em 2014, Rogê anunciou que estaria lançando um filme de sua carreira em parceria com o diretor Dimas Oliveira Junior intitulado "Hardcore Passando por Cima" e o ator Igor Cotrim iria interpretá-lo. No ano seguinte, o filme é anunciado como “Rogê, a ferro e fogo”.

### Trabalhos na televisão
| Ano  | Título      | Papel                       | Emissora          | Ref.                |
| ---- | ----------- | --------------------------- | ----------------- | ------------------- |
| 2011 | A Liga      | Entrevistado (Documentário) | Rede Bandeirantes | [carece de fontes?] |
| 2013 | Amor & Sexo | Participação Especial       | Rede Globo        | [ 9 ]               |

### Prêmios e Indicações
| Ano  | Prêmio               | Categoria                | Trabalho                                                | Resultado | Ref.                |
| ---- | -------------------- | ------------------------ | ------------------------------------------------------- | --------- | ------------------- |
| 2009 | Erótika Video Awards | Melhor Cena de Sexo Oral | Sexxxy Girl (Cena 1): com Julia Paes                    | Indicado  | [ 10 ]              |
| 2009 | Erótika Video Awards | Melhor Cena Livre        | Foda de Elite: com Mônica Mattos & Patricia Kimberly    | Indicado  | [ 10 ]              |
| 2009 | Erótika Video Awards | Melhor Cena de Sexo a 2  | Vivi Ronaldinha: Hardcore (Cena 1): com Vivi Ronaldinha | Venceu    | [ 10 ]              |
| 2009 | Erótika Video Awards | Melhor Cena de Sexo Anal | Tomando no Cu 2 com Mayara Rodrigues                    | Indicado  | [ 10 ]              |
| 2009 | Erótika Video Awards | Melhor Cena de Sexo Anal | Frota, Ação e Aventura com Jessica Taylor               | Indicado  | [ 10 ]              |
| 2009 | Erótika Video Awards | Melhor Ator              | Ele Mesmo                                               | Venceu    | [ 10 ]              |
| 2010 | Erótika Video Awards | Melhor Ator              | Ele mesmo                                               | Indicado  | [carece de fontes?] |
| 2010 | Erótika Video Awards | Melhor Cena Anal         | "Big Wet Brazilian Asses 6"                             | Indicado  | [carece de fontes?] |
| 2010 | Erótika Video Awards | Melhor Filme de Carnaval | "Carnaval 2009"                                         | Indicado  | [carece de fontes?] |
| 2010 | Erótika Video Awards | Melhor Lançamento do Ano | "Cadilac Sexxxy"                                        | Indicado  | [carece de fontes?] |